# Vado Ancho

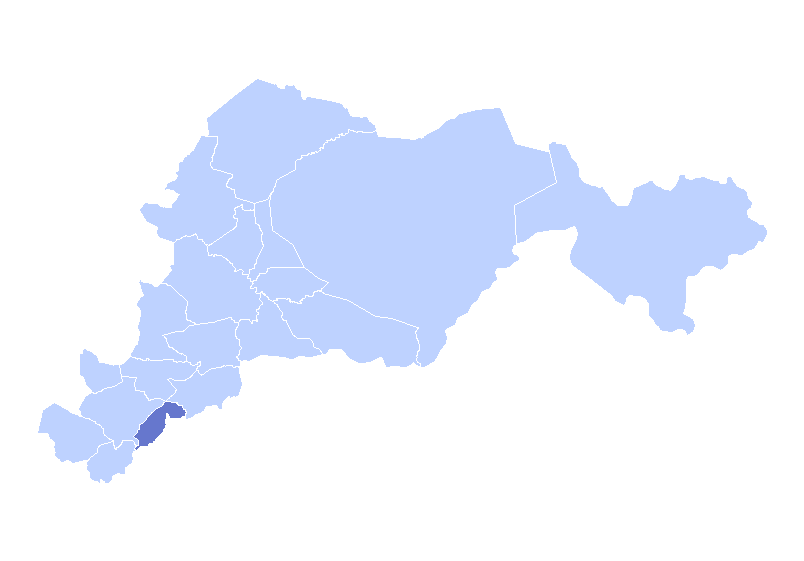
Mapa de El Paraíso, com destaque para Vado Ancho

Vado Ancho é uma cidade hondurenha do departamento de El Paraíso.